# Ormosia gerronis
Ormosia gerronis là một loài ruồi trong họ Limoniidae. Chúng phân bố ở miền Tân bắc.